# John Collingham Moore
John Collingham Moore (Gainsborough, 1829 – St John's Wood, 12 luglio 1880) è stato un pittore inglese.

## Biografia

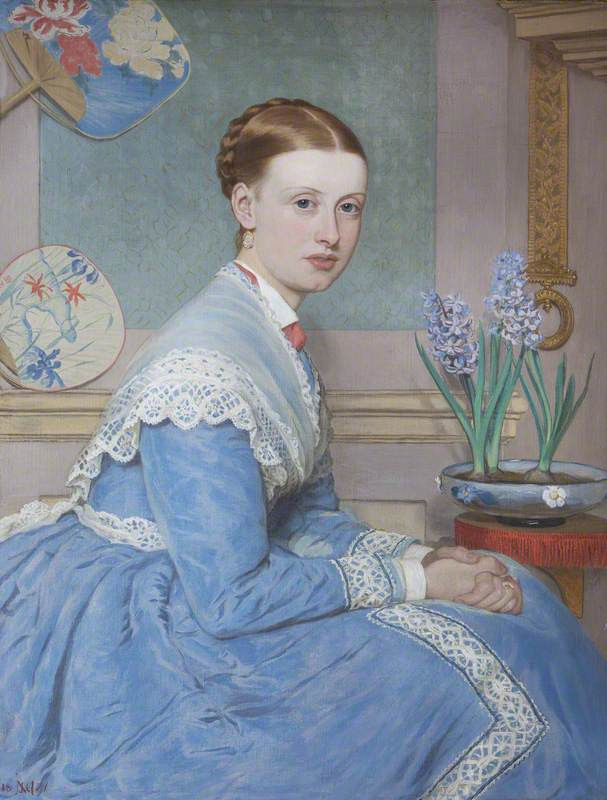
Emily Langton Langton (1871)
ritratta da John Collingham Moore

John Collingham Moore nacque a Gainsborough, nel Lincolnshire, in Inghilterra. Era uno dei quattordici figli del pittore William Moore, originario di York, noto ritrattista e paesaggista della sua epoca. Tra i suoi fratelli vi furono i pittori Albert Joseph Moore e Henry Moore.
Moore studiò alla Royal Academy Schools dal 1850. Lavorò dapprima a Londra, alloggiando con i suoi fratelli che come lui avevano scelto la carriera nel mondo dell'arte.
Nel 1858, i tre si trasferirono in Italia per dedicarsi al perfezionamento della pittura paesaggistica, allora molto popolare presso il pubblico britannico, sperimentando sia la tecnica della pittura a olio che l'acquerello. John dipinse vedute di Roma e dell'agro romano che espose alla Dudley Gallery a Londra.
Al suo ritorno in Inghilterra, divenne maggiormente noto come ritrattista.

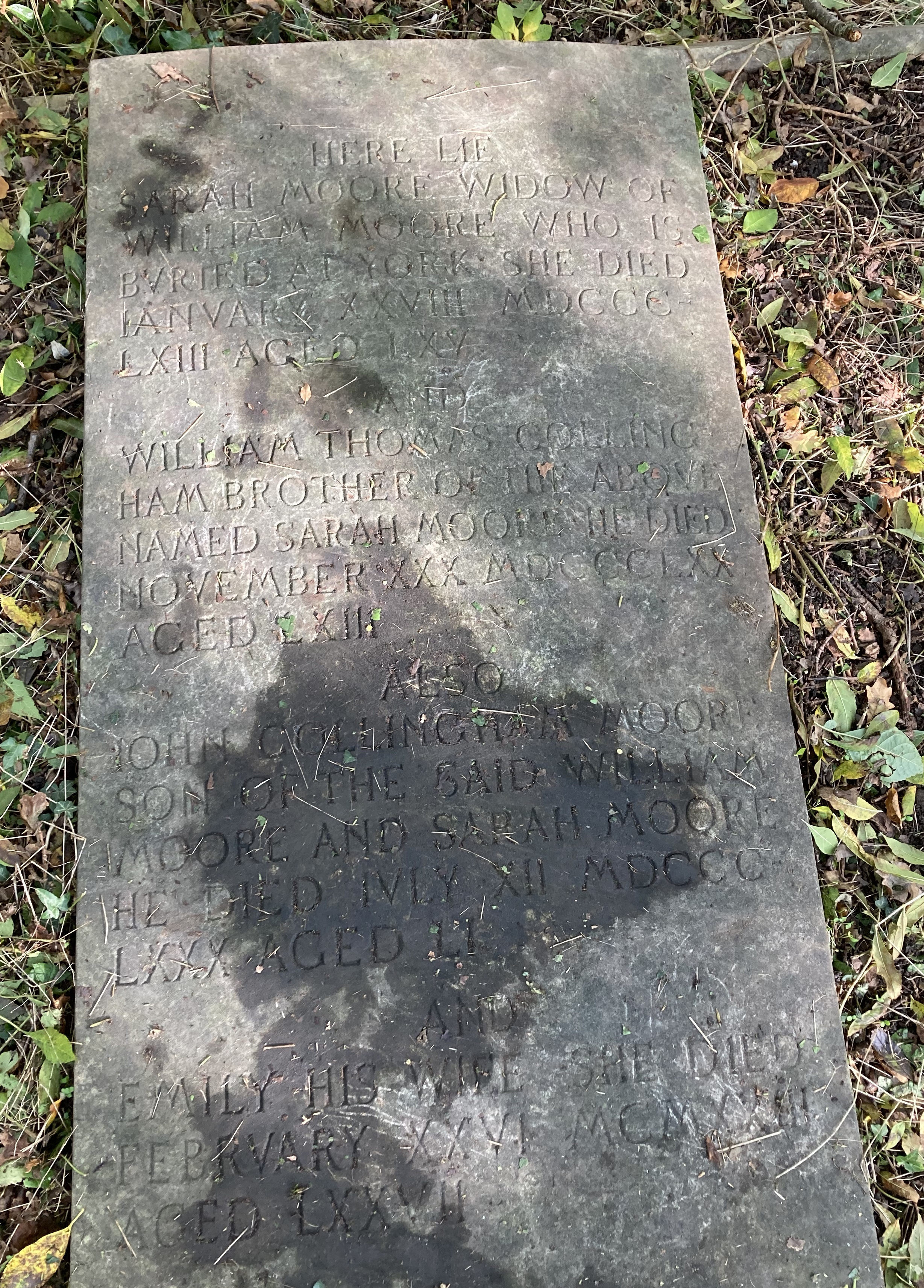
La tomba di famiglia di John Collingham Moore all'Highgate Cemetery

Sposò Emily Simonds, sorella minore dello scultore e imprenditore George Blackall Simonds of Reading, nel Berkshire. La coppia ebbe tre figli e una figlia. Vissero a Kensington, nel Middlesex.
Nei suoi ultimi anni, Moore su trasferì a Northbrook House presso Grove Road, St John's Wood, nel Middlesex, dove morì il 12 luglio 1880. Venne sepolto nella tomba di famiglia nell'Highgate Cemetery accanto ai due fratelli artisti.